# Хотіївка (Новгород-Сіверський район)
Хоті́ївка — село в Україні, у Семенівській міській громаді Новгород-Сіверського району Чернігівської області. До 2017 орган місцевого самоврядування — Хотіївська сільська рада.
Населення становить 290 особи.

## Історія
За даними на 1859 рік у козацькому й власницькому селі Новозибковського повіту Чернігівської губернії мешкало 2534 особи (1197 чоловічої статі та 1337 — жіночої), налічувалось 1287 дворових господарств, існувала православна церква.
Станом на 1886 у колишньому державному й власницькому селі Семенівської волості, мешкало 2527 осіб налічувалось 423 дворових господарства, існували православна церква, постоялий будинок.
За переписом 1897 року кількість мешканців зросла до 3454 осіб (1605 чоловічої статі та 1849 — жіночої), з яких 3416 — православної віри.
12 червня 2020 року, відповідно до Розпорядження Кабінету Міністрів України № 730-р «Про визначення адміністративних центрів та затвердження територій територіальних громад Чернігівської області», увійшло до складу Семенівської міської громади.
19 липня 2020 року, в результаті адміністративно-територіальної реформи та ліквідації Семенівського району, село увійшло до Новгород-Сіверського району.
10 листопада 2023 року російська армія зі ствольної артилерії обстріляла село.

## Пам'ятка
Між селами Хотіївка та Медведівка розташовується гідрологічний заказник Лубянка — пам'ятка природи місцевого значення.